# Fazantduif
De fazantduif (Otidiphaps nobilis) is een vogel uit de familie Columbidae (duiven). De wetenschappelijke naam van de soort werd in 1870 gepubliceerd door de Britse vogelkundige  John Gould. De soort komt voor op Nieuw-Guinea.

## Kenmerken
Deze duif is 42 tot 50 cm lang en weegt ongeveer 500 gram. Het is de enige soort duif met een vrij lange, zijdelings afgeplatte staart en lange, slanke poten waardoor de soort op een hoen lijkt. Vandaar de naam fazantduif. De kop, borst, buik en staart zijn zeer donker, bijna zwart met een groene of blauwe glans. De mantel en rug zijn roodachtig paars, geleidelijk overgaand in kastanjebruin op de vleugels. De snavel is rood en de poten zijn geel tot zalmkleurig roze.
De ondersoort O. n. insularis heeft geen kuif op de kop en er ontbreekt een lichte vlek op de nek, de vleugelveren zijn lichter van kleur. De ondersoort O. n. aruensis heeft wel een nekvlek en die is wit (bij de andere twee ondersoorten is deze nekvlek glanzend groen) en de metaalglans in de veren is minder uitgesproken dan bij de andere ondersoorten.

## Verspreiding en leefgebied
Deze soort komt voor op Nieuw-Guinea en telt vier ondersoorten:
- Otidiphaps nobilis aruensis: de Aru-eilanden (kwetsbare soort op Rode Lijst van de IUCN)
- Otidiphaps nobilis nobilis: westelijk Nieuw-Guinea, Batanta en Waigeo.
- Otidiphaps nobilis cervicalis: oostelijk en zuidoostelijk Nieuw-Guinea.
- Otidiphaps nobilis insularis: Fergusson (D'Entrecasteaux-eilanden, endemische, bedreigde soort op Rode Lijst).

De leefgebieden liggen in natuurlijk tropisch regenwoud in het heuvel- en laagland tot op 1900 meter boven zeeniveau.

## Status
De ondersoorten  O. n. nobilis en O. n. cervicalis hebben een groot verspreidingsgebied en daardoor is de kans op de status  kwetsbaar (voor uitsterven) gering. De grootte van deze populaties is niet gekwantificeerd. De soort gaat wel in aantal achteruit. Echter, het tempo van achteruitgang ligt onder de 30% in tien jaar (minder dan 3,5% per jaar). Om deze redenen staan deze ondersoorten als niet bedreigd op de Rode Lijst van de IUCN.